# Aleksandr Szyszkin
Aleksandr Pawłowicz Szyszkin (ros. Александр Павлович Шишкин, ur. 30 stycznia?/12 lutego 1917 we wsi Wierchniaja Sanarka w obwodzie czelabińskim, zm. 21 lipca 1949 w obwodzie moskiewskim) – radziecki pilot wojskowy, pułkownik lotnictwa, Bohater Związku Radzieckiego (1943).

## Życiorys
Urodził się w rodzinie chłopskiej. Uczył się w technikum pedagogicznym w mieście Miass, później pracował jako nauczyciel i uczył się w aeroklubie. Od 1936 służył w Armii Czerwonej, w 1938 ukończył Kaczyńską Wojskową Wyższą Szkołę Lotniczą Pilotów i został w niej instruktorem.
Od czerwca 1942 uczestniczył w wojnie z Niemcami. Był zastępcą dowódcy eskadry w 32 gwardyjskim pułku lotnictwa myśliwskiego 3 Gwardyjskiej Dywizji Lotnictwa Myśliwskiego 15 Armii Powietrznej Frontu Briańskiego, do sierpnia 1943 wykonał 132 loty bojowe i stoczył 67 walk powietrznych, w których strącił osobiście 14 samolotów wroga, za co został uhonorowany tytułem Bohatera Związku Radzieckiego. Łącznie podczas wojny wykonał ok. 250 lotów bojowych i zestrzelił 20 samolotów wroga. 
Po wojnie nadal służył w lotnictwie, w 1948 objął dowództwo 196 pułku lotnictwa myśliwskiego. Zginął w wypadku lotniczym. Został pochowany w Kubince. Jego imieniem nazwano szkołę, w której się uczył. W mieście Płast ustawiono jego popiersie.

## Odznaczenia
- Złota Gwiazda (28 września 1943)
- Order Lenina (dwukrotnie)
- Order Czerwonego Sztandaru (trzykrotnie)
- Order Aleksandra Newskiego
- Order Wojny Ojczyźnianej II klasy

I medale.